# 摩拉维察区
摩拉维察区是塞爾維亞中西部的行政区，行政中心为查查克。行政区面積为3,016平方公里，2020年人口数量为189,281人。

## 城市和市镇
摩拉维察区的范围包括一个城市和三个市镇：
- 查查克（城市）
- 上米拉諾瓦茨
- 盧查尼
- 伊萬尼察